# Белжа
Белжа (словац. Belža) — село в окрузі Кошиці-околиця Кошицького краю Словаччини. Площа села 5,49 км². Станом на 31 грудня 2016 року в селі проживало 410 жителів.

## Історія
Перші згадки про село датуються 1232 роком.

## Географія
Протікає Белжанський потік.

## Населення
| Рік:            | 1994. | 2004.  | 2014.    | 2024.   |
| --------------- | ----- | ------ | -------- | ------- |
| Кількість осіб: | 375   | 357    | 411      | 442     |
| Різниця:        |       | -4,8 % | +15,12 % | +7,54 % |

| Рік:            | 2023. | 2024.   |
| --------------- | ----- | ------- |
| Кількість осіб: | 446   | 442     |
| Різниця:        |       | -0,89 % |